# BEAUTIFUL HANGOVER
「BEAUTIFUL HANGOVER」（ビューティフル・ハングオーバー）はBIGBANGの日本5枚目のシングル。2010年8月25日に発売された。

## 概要
8月27日、この曲でミュージックステーションに3回目の出演。なお初回限定版には、D-LITEのミラーキーホルダーが付属されている。
タイトルの「BEAUTIFUL HANGOVER」は日本語に直訳すると「美しい二日酔い」で、歌詞やPVから意訳すると「美人に酔いしれる」となる。また、PV冒頭は男が二日酔いから目を覚ます光景で、その後には表面に「BEAUTIFUL」と書かれた香水の瓶と、「HANGOVER by Bigbang」と書かれた酒の瓶らしきものが登場する。

## 収録曲

### CD
1. BEAUTIFUL HANGOVER
2. SOMEBODY TO LUV (Japanese ver.)